# Municipio de Green (condado de Monroe)
El municipio de Green (en inglés: Green Township) es un municipio ubicado en el condado de Monroe en el estado estadounidense de Ohio. En el año 2010 tenía una población de 447 habitantes y una densidad poblacional de 6,23 personas por km².

## Geografía
El municipio de Green se encuentra ubicado en las coordenadas 39°42′11″N 80°59′34″O / 39.70306, -80.99278. Según la Oficina del Censo de los Estados Unidos, el municipio tiene una superficie total de 71.74 km², de la cual 71,73 km² corresponden a tierra firme y (0,02 %) 0,01 km² es agua.

## Demografía
Según el censo de 2010, había 447 personas residiendo en el municipio de Green. La densidad de población era de 6,23 hab./km². De los 447 habitantes, el municipio de Green estaba compuesto por el 97,32 % blancos, el 0,45 % eran afroamericanos y el 2,24 % eran de una mezcla de razas. Del total de la población el 0,89 % eran hispanos o latinos de cualquier raza.